# Clyde King
Clyde Whitlock King (Montezuma, 6 settembre 1898 – Mill Valley, 20 agosto 1982) è stato un canottiere statunitense.

## Palmarès

### Olimpiadi
- 1 medaglia:
  - 1 oro (Anversa 1920 nell'otto)